# تاکه‌ئو، ساگا
۳۳°۱۲′ شمالی ۱۳۰°۱′ شرقی / ۳۳٫۲۰۰°شمالی ۱۳۰٫۰۱۷°شرقی
تاکه‌ئو در استان ساگا در کشور ژاپن واقع شده‌است  که دارای جمعیت ۵۰٬۷۸۸ نفر و مساحت ۱۹۵٫۴۴ کیلومتر مربع با تراکم جمعیت ۲۶۰  نفر در کیلومترمربع است و در تاریخ ۱ مارس ۲۰۰۶ به عنوان شهر شناخته شد.